# کانگوروی خرگوشی صورت‌پهن
کانگوروی خرگوشی صورت‌پهن (نام علمی: Potorous platyops) نام یک گونه منقرض‌شده از سرده کانگوروی خرگوشی است.